# Бредлі Сінден
Бредлі Сінден (англ. Bradly Sinden, нар. 29 вересня 1998) — британський тхеквондист, срібний призер Олімпійських ігор 2020 року, чемпіон світу.

## Виступи на Олімпіадах
| Олімпіада  | Дисципліна | Місце |
| ---------- | ---------- | ----- |
| Токіо 2020 | до 68 кг   | 2     |
| Париж 2024 | до 68 кг   | 5     |